# إدارة المحيطات
إدارة المحيطات هي إدارة السياسات والإجراءات والشؤون المتعلقة بمحيطات العالم. يتحد نفوذ الجهات الفاعلة غير الحكومية ضمن الإدارة، أي أصحاب المصلحة والمنظمات غير الحكومية وما إلى ذلك، وبالتالي، فإن الدولة ليست القوة الوحيدة المؤثرة في صنع السياسات. ومع ذلك، يعد هذا الأمر مشكلة معقدة فيما يتعلق بالمحيطات لأنها مشاعات (ملك للجميع) لا تملكها دولة واحدة أو بلد واحد. أسفرت العواقب المترتبة على ذلك عن إساءة استخدام الجنس البشري لموارد المحيطات، وذلك عن طريق معاملتها كموارد مشتركة، ولكن دون تحمل مسؤوليات متساوية وجماعية في العناية بها. وهذا يعني أنه لا يمكن تنفيذ قواعد إدارة المحيطات إلا من خلال الاتفاقات الدولية. لذلك، هناك حاجة لشكل ما من أشكال الإدارة للحفاظ على المحيط نظرًا للمنافع المختلفة له، ومن الأفضل أن تكون هذه الإدارة بطريقة مستدامة.

## إطار العمل القانوني
توجد منظمتان قانونيتان دوليتان رئيسيتان تتشاركان في إدارة المحيطات على نطاق عالمي. أولهما هي المنظمة البحرية الدولية (أو إم آي)، التي صُدّق عليها في عام 1958، والمسؤولة بشكل رئيسي عن السلامة البحرية والمساءلة والتعويضات، وقد عقدت بعض الاتفاقيات في نطاق التلوث البحري المتعلق بحوادث الشحن.

### اتفاقيات التلوث البحري للمنظمة البحرية الدولية
- اتفاقية منع التلوث البحري الناجم عن إلقاء النفايات وغيرها من المواد (إل دي سي) عام 1972
- الاتفاقية الدولية المتعلقة بالتدخل في أقاصي البحار (المناطق البحرية البعيدة عن الشواطئ، خصوصًا تلك التي لا تنتمي لأي دولة) في حالات وجود ضحايا نتيجة التلوث النفطي (معاهدة التدخل) عام 1969
- الاتفاقية الدولية لمنع التلوث الناجم عن السفن، بصيغته المعدلة بموجب بروتوكول عام 1978 المتعلق بها (اتفاقية ماربول 73/78) عام 1973
- الاتفاقية الدولية للتأهب والاستجابة والتعاون في حوادث التلوث النفطي (أو بّي آر سي) عام 1990
- بروتوكول التأهب والاستجابة والتعاون في حوادث التلوث الناجم عن المواد الخطرة والضارة (برتوكول إتش إن إس) عام 2000

ترى المنظمة البحرية الدولية أن تنظيم التلوث البحري هو أحد أهم جوانبها في إدارة المحيط، وعلى وجه الخصوص، تُعتبر اتفاقية ماربول واحدة من أعظم نجاحاتها. تعني نتائج اتفاقية ماربول أن التلوث النفطي قد انخفض بسبب التغير في معايير المعدات في ناقلات النفط لمنع تصريف النفط التشغيلي. ومع ذلك، فإن المنظّم الرئيسي المتعلق بالقضايا الاقتصادية والبيئية والأخلاقية والسلام والأمن هي اتفاقية الأمم المتحدة لقانون البحار (يو إن سي إل أو إس).

### اتفاقية الأمم المتحدة لقانون البحار
قُررت لأول مرة بموجب اتفاقية الأمم المتحدة الثالثة لقانون البحار عام 1973 وصُدّق عليها بالكامل عام 1982. وكان الهدف الرئيسي منها هو اعتماد نظام البحار الوطنية والمياه الدولية على نطاق عالمي. ما اتُفق عليه كان توسيع الحدود القضائية لكل دولة على حدة إلى 200 ميل بحري قبالة الخط الساحلي للدولة. أعطيت الدول الساحلية حقوقًا أكبر للسيطرة على هذه المناطق لأهداف دفاعية ولاستغلال الموارد الطبيعية. وُضع ما مجموعه 38 مليون ميل مربع من مساحة المحيط تحت السلطة القضائية في المناطق الاقتصادية الخالصة (إي إي زد) وتغيرت القوانين المتعلقة بالجرف الصخري القاري والبحر الإقليمي.
ومع ذلك، فإن الاتفاقية لم تدخل حيز التنفيذ الكامل على الرغم من تنفيذ عدد من التطبيقات بين عامي 1973 و1982. وكان هذا يعود بشكل كبير إلى النزاع على الموارد المعدنية، وخاصةً عقيدات المنغنيز في أعماق المحيطات. فضلت البلدان النامية أن تعُدّ هذه المعادن على أنها «تراث مشترك»، إذ يمكنها بهذه الحالة الاستفادة من تقاسم هذه الموارد من خلال منظمة دولية. غير أن دول العالم المتقدم، ولا سيما الولايات المتحدة، لم تكن مؤيدة لهذا الاقتراح، وفضلت تقسيم الثروة على أساس «أول الواصلين أول المخدومين» نظرًا للمصلحة الاقتصادية الذاتية. استغرق الأمر حتى عام 1994 حتى تخلت الولايات المتحدة عن اعتراضاتها وسنحت للاتفاقية أن تُسن.

#### المؤسسات التي أنشأتهااتفاقية الأمم المتحدة لقانون البحار
- السلطة الدولية لقاع البحار (آي إس إيه)، وهي مؤسسة دولية مستقلة دخلت حيز التنفيذ في عام 1994، بهدف القيام بدور الوصي على المناطق المشاع في المحيط (التراث المشترك للجنس البشري). غير أن الغرض الرئيسي منها هو تنظيم استخراج المعادن من القاع العميق للبحار.[8]
- لجنة حدود الجرف الصخري القاري (سي إل سي إس)، والتي تساعد الدول في الشؤون المتعلقة بإنشاء حدود خارجية لجرفها الصخري القاري.[9]
- نظام تسوية المنازعات بالوسائل السلمية والمحكمة الدولية لقانون البحار (آي تي إل أو إس) أُنشئ هذا النظام لمعالجة النزاعات المتعلقة بتطبيق وتفسير اتفاقية الأمم المتحدة لقانون البحار.[10]
- اجتماع أطراف الدول (إس بّي إل أو إس)، الذي نُفذ وفقًا للفقرة 2 (إي) من المادة 319 من اتفاقية اتحاد قانون البحار أو اتفاقية الأمم المتحدة لقانون البحار، وهي مهتمة بالمسائل الإدارية.[11]

## التشاركية في إدارة المحيطات
على الرغم من الحاجة الواضحة للهيئات الدولية للسيطرة على الموارد وإدارتها، فقد قيل إن الإدارة المستدامة للمحيطات يجب أن تكون قائمة على التشاركية. سُلط الضوء على فكرة الأهمية الكامنة في الحكم التشاركي أول مرة في جدول أعمال القرن 21 (خطة عمل غير ملزمة وطوعية تنفذها الأمم المتحدة فيما يتعلق بالتنمية المستدامة) الذي وُقع عليه في مؤتمر الأمم المتحدة المعني بالبيئة والتنمية (يو إن سي إي دي) في ريو دي جانيرو عام 1992. وقد جاء فيه ما يلي:
كانت المشاركة العامة الواسعة في صنع القرار شرطا أساسيا لتحقيق التنمية المستدامة.
هذا يعني أن الجمهور بحاجة إلى المشاركة بشكل أكثر نشاطًا مع أصحاب المصلحة الآخرين والهيئات الرسمية. ينبع هذا من مبادئ ديمقراطية حيث يمكن للناس اختيار حكومتهم الخاصة، لذا، مع وجود المخاوف البيئية، ربما يجب عليهم أن يشاركوا فيها بنفس الأسلوب الذي يمارسون فيه الديمقراطية. في حال إدراج الشعب في عملية صنع القرار، فإن هذا يضمن على الفور شرعية هذه القرارات.

## مستويات التنفيذ
يمكن تنفيذ إدارة المحيطات على المستوى المحلي أو الوطني أو الإقليمي أو الدولي. لكن بكل الأحوال، يجب أن يكون هناك رابط بين جميع مستويات التنفيذ لإدارة المحيط «الجيدة» للاعتماد على نظرية الإدارة التشاركية في هذه المستويات المختلفة. ومع ذلك، فإن واحدة من أعظم مشاكل إدارة المحيطات هي افتقار المنظمات إلى السلطة والأدوات اللازمة لضمان الامتثال لهذه القوانين وتنفيذها.

### محليًا
تبرز الإدارة المجتمعية في التنفيذ المحلي كما هو مذكور في المبدأ 22 من إعلان ريو حول البيئة والتنمية. هذا يعني أن الدولة بحاجة إلى إدراك الأهمية التي تلعبها المجتمعات الأصلية والمحلية في صنع السياسة البيئية المستدامة وكيف يمكن لها أن تكون مفيدة. كما ينبغي على أصحاب المصلحة تحمل قسط من المسؤولية مع الحكومة في شكل من أشكال الإدارة المشتركة لإدارة موارد المحيطات.

### وطنيًا
على المستوى الوطني، يُنظر إلى إدارة المحيطات على أنها عملية إدارة متكاملة ضمن دولة واحدة. وهذا يعني أن هناك تركيز على جميع وزارات الحكومة تقريبًا التي لها وظيفة أو سلطة تتعلق بقطاعات المحيطات والتعاون معها. نظرًا لأن قضايا المحيط عادة ما تكون أسفل القائمة في جدول الأعمال السياسي، يُقال إن نجاح سياسة المحيطات المتكاملة يحتاج إلى توجيه ورقابة سياسية عاليي المستوى لتحقيق النجاح.

### إقليميًا
يكون مجال الإدارة والتحديات أكبر على هذا النطاق، لذلك فإن الإدارة تتطلب المزيد من المنظمات. يشمل هذا النطاق برنامج البحار الإقليمية التابع لبرنامج الأمم المتحدة للبيئة الذي يقوم بإنشاء برامج لكي تُدار وتُنسق من قبل البلدان التي تمتلك مياه محيطات مشاع في سواحلها. تتراوح خطط العمل هذه بين النفايات الكيميائية وحفظ النظم الإيكولوجية البحرية. ومع ذلك، يجب تعزيز هذه الخطط جنبًا إلى جنب مع برنامج العمل العالمي لحماية البيئة البحرية من الأنشطة البرية (جي بّي إيه).

### دوليًا
يُنظر إلى الجمعية العامة للأمم المتحدة على أنها الهيئة الدولية الخبيرة في تنفيذ إدارة المحيطات. وهي تعمل وفق تعليمات الأمين العام الذي يخرج بتقارير عن توصيات العملية الاستشارية لشؤون المحيطات وقانون البحار، والتي تستعرضها الجمعية العامة بعد ذلك سنويا.